# Acronis True Image
Acronis True Image è un software in grado di creare immagini del disco rigido di un computer ed effettuare successivamente ripristino o clonazione del sistema.
L'ultima versione nota è Acronis True Image 2021, successivamente integrato in Acronis Cyber Protect che aggiunge nuove funzionalità, quali cyber security, anti malware, anti ransomware, anti cryptojacker, ecc.

## Descrizione
Può creare immagini di dischi con installazione installati i sistemi operativi Windows o Linux, anche quando questi sono in esecuzione; allo stesso modo può essere effettuato un ripristino dell'immagine di un disco senza dover riavviare il computer, a patto che questa non sia la partizione su cui sta girando il sistema operativo.
In caso di danni fisici al disco rigido o della corruzione dei file necessari al sistema operativo, il software può essere avviato tramite un Live CD e in questa condizione ripristinare un'immagine precedente e funzionante del sistema. In alcune versioni avanzate del programma è presente un agente software, l'Acronis Management Console, in grado, una volta installato, di permettere la gestione delle operazioni da remoto.
Le immagini create possono essere salvate su file con estensione .tib (True Image Backup) o su una partizione nascosta del disco accessibile durante la fase di boot del computer. Nel primo caso le immagini possono essere sia ripristinate (anche in partizioni con dimensione diversa dall'originale), operazione che comporta la copia di tutti i file memorizzati, sia viste come dischi virtuali (eventualmente limitati alla sola lettura per motivi di sicurezza), permettendo quindi il recupero e la consultazione di singoli file.

## Filesystem supportati
- NTFS
- FAT16
- FAT32
- Ext2
- Ext3
- ReiserFS
- Reiser4
- Linux Swap

## Versioni
Il programma è distribuito in diverse versioni, suddivise in base a due target di riferimento:
Home version
- Acronis True Image Home 2009 v.12

Corporate versions 
- Acronis True Image Echo Server for Linux
- Acronis True Image Echo Server for Windows
- Acronis True Image Echo Workstation
- Acronis True Image Echo Enterprise Server

Le versioni Echo Server per Windows e Linux sono applicazioni standalone, mentre le versioni Workstation e Enterprise includono l'Acronis Management Console (la prima solo per sistemi Windows) per poter gestire da un unico sistema le operazioni di clonazioni remote.
La versione Home non è una versione ridotta delle versioni professionali, ma possiede caratteristiche non presenti in queste (per es la possibilità di escludere alcuni file dal backup).
Per quello che riguarda la retrocompatibilità delle immagini (memorizzate in file con estensione "tib") Acronis afferma che questa è assicurata tra le varie versioni del programma. Software legati alla virtualizzazione, come VMware Converter di VMware, possono trasformare un'immagine di True Image in una macchina virtuale.

### Versioni OEM
I produttori di dischi fissi Seagate e Maxtor distribuiscono gratuitamente una versione di True Image V10 rimarchiata come DiscWizard e MaxBlast come supporto per i loro prodotti.

## Riconoscimenti
Il prodotto negli anni è stato recensito in maniera positiva da moltissime riviste e siti specializzati e ha ricevuto numerosissimi riconoscimenti, riportati sul sito ufficiale, sia nel mercato statunitense, che in quello europeo. Tra i principali il ZDNet Editors' Choice Award nel 2002, il PC Professionnel Innovation of the Year e il PC Magazine Editors' Choice Award nel 2003 e nel 2004, i Power Award e Econo Award di CHIP magazine nel gennaio 2005.